# ビリー・シャーウッド
ビリー・シャーウッド（Billy Sherwood、1965年3月14日 - ）は、アメリカ合衆国出身のロック・ミュージシャン、マルチプレイヤー、音楽プロデューサー。
主にプログレッシブ・ロックバンド「イエス」の活動で知られる。多彩な才能を発揮し、様々なプロジェクトに関わりを持つ。

## 概要・略歴
1980年代には、実兄のマイケル・シャーウッドとともに「ロジック」というバンドで活動していた。解散後はガイ・アリソンらと「ワールド・トレイド」を結成。ベースとボーカルを担当する。このバンドのセカンド・アルバム『ユーフォリア』には、ビリーが多大な影響を受けたクリス・スクワイアが、ベースやコーラスでゲスト参加。
1989年、イエスを脱退したジョン・アンダーソンの後任ボーカリスト候補として制作に関わりを持ち、この時期にレコーディングされた楽曲「Love Conquers All」がイエスのコンピレーション・アルバム『イエスイヤーズ』に収録されている。また、1991年、アルバム『結晶』の中の一曲「The More We Live-let go」でエディ・オフォードと共同プロデューサーを担当している。プレイヤーとしてステージを踏んだのは1994年のアルバム『トーク』ツアーで、ギター・ベース・キーボードを担当するサポートメンバーとしてだった。
1997年、イエスに正式に加入。アルバム『オープン・ユア・アイズ』にはキーボード・プレイヤーとして、1999年発売のアルバム『ラダー』では本来のポジションであるギタリストとして参加している。イエス在籍期間中は、（プレイヤーというよりは）作曲・アレンジ面で大きな貢献をするとともに、ステージではトレヴァー・ラビン時代の楽曲でリードギターを担当した。音楽性の相違にて、2000年3月の演奏ツアー後に脱退している。
脱退後もクリス・スクワイアとアルバム制作をした他、2007年、アラン・ホワイトやトニー・ケイ、ジミー・ホーンと「サーカ」、およびそのスピン・オフ的なバンド「YOSO」を結成した。
その他にも、プログレ・バンドへのトリビュート・アルバムを多数、企画・制作している。
2015年、クリス・スクワイアが病気療養のためにイエスのツアーへの不参加を表明し、臨時に自身がツアーに代行参加することを発表。ツアーが始まる前にクリスが死去したため、終了後も引き続きメンバーとして名を連ねた。
2017年、「ワールド・トレイド」名義で、22年ぶりのアルバムを発表。

## ディスコグラフィ

### ソロ・アルバム
- 『ザ・ビッグ・ピース』 - The Big Peace (1999年)
- 『ノー・コメント』 - No Comment (2003年)
- 『アット・ザ・スピード・オブ・ライフ...』 - At the Speed of Life (2008年)
- 『オネイオロジー』 - Oneirology (2010年)
- 『ホワット・ワズ・ザ・クエッション』 - What Was the Question? (2011年)
- 『ジ・アート・オブ・サバイバル』 - The Art of Survival (2012年)
- 『ディヴァイデッド・バイ・ワン』 - Divided by One (2014年)
- 『シチズン』 - Citizen (2015年)[3]
- 『シチズン・イン・ザ・ネクスト・ライフ』 - Citizen In The Next Life (2019年)[4]

### 参加作品
ロジック
- Nomadic Sands (1985年)

ワールド・トレイド
- 『ワールド・トレイド』 - World Trade (1989年)
- 『ユーフォリア』 - Euphoria (1995年)
- 『ユニファイ - 統合論理』 - Unify (2017年)

イエス
- 『オープン・ユア・アイズ』 - Open Your Eyes (1997年)
- 『ラダー』 - The Ladder (1999年)
- 『ハウス・オブ・イエス』 - House of Yes: Live from House of Blues (2000年)
- 『海洋地形学の物語&ドラマ：ライヴ・アクロス・アメリカ』 - Topographic Drama – Live Across America (2017年)[5]
- 『ザ・クエスト』 - The Quest (2021年)

コンスピラシー
- 『コンスピラシー』 - Conspiracy (2000年) ※DVDの付いた再発盤もある。旧邦題『CONSPIRACY～共謀』
- The Unknown (2003年)
- 『コンスパイレイシー・ライヴ』 - Conspiracy Live (2006年)

サーカ
- 『サーカ・ファースト・アルバム』 - CIRCA: 2007 (2007年)
- 『ライヴ』 - CIRCA: Live (2008年)
- 『ヘッド・クオーター(サーカ・セカンド・アルバム)』 - CIRCA: HQ (2009年)
- CIRCA: Overflow (2009年)
- 『アンド・ソー・オン&オーヴァーフロウ』 - And So On (2011年) ※上記アルバムをカップリング
- Live From Here There & Everywhere (2013年)
- 『ヴァレー・オブ・ザ・ウィンドミル - 風車の谷の物語』 - Valley of the Windmill (2016年)[6]

YOSO
- 『エレメンツ -要素-』 - Elements (2009年)

ザ・プログ・コレクティヴ
- 『ザ・プログ・コレクティヴ』 - The Prog Collective (2012年)
- Epilogue (2013年)

メイベル・グリアーズ・トイショップ
- New Way of Life (2015年)

ビリー・シャーウッド & トニー・ケイ
- Live in Japan (2016年)